# Via Contrari
Via Contrari, o  via dei Contrari, unisce via Canonica con via Terranuova, a Ferrara, e a circa metà del suo percorso arriva ad un incrocio tra via Vignatagliata e via de' Romei.

## Storia
La via appartiene al nucleo urbanistico medievale della città estense.
Quando fu in funzione il ghetto di Ferrara la via costituì il limite a nord dell'area nella quale erano confinati durante la notte gli ebrei. Le abitazioni sul lato sud della via hanno ancora in epoche recenti un numero ridotto di porte e di finestre perché per oltre due secoli gli ebrei che ci vivevano potevano accedere solo dalla parallela via Mazzini, che era parte integrante del ghetto.
All'incrocio con via de' Romei si trova il palazzo dei conti Montecatini, costruito nel 1574. In origine era appartenuto a Gianfrancesco Calcagni, di Correggio, e dopo il periodo dei Montecatini fu di proprietà delle famiglie Nagliati e Lovetti. Il palazzo venne per vari anni semiabbandonato e utilizzato anche come stalla. Nel XIX secolo nel cortile interno fu costruito un piccolo teatro in legno utilizzato a lungo per recite in dialetto con maschere locali e anche per spettacoli di marionette.

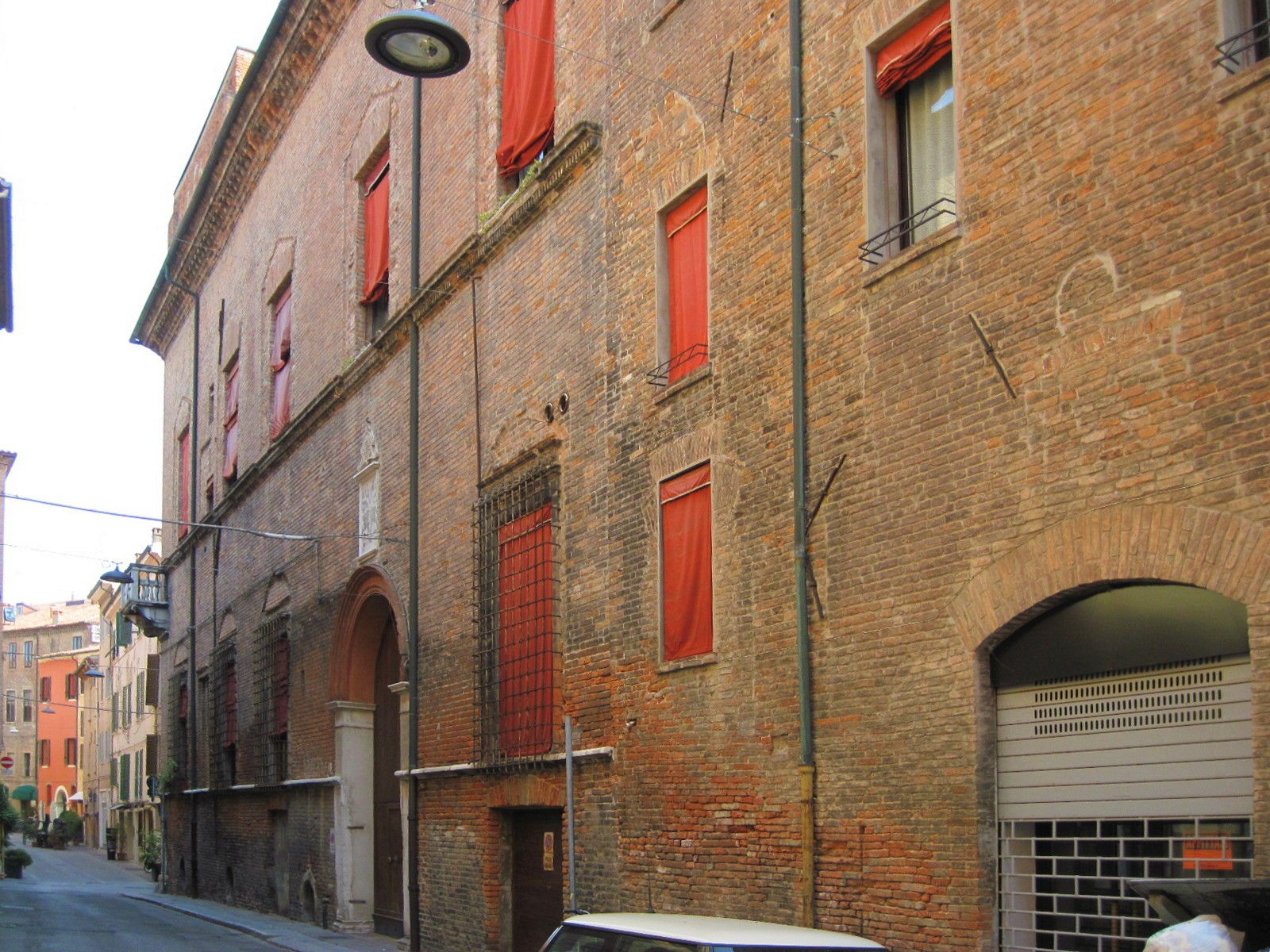
Palazzo dei conti Montecatini in via Contrari a Ferrara.

### Origini del nome
Il nome deriva dalla nobile ed antica famiglia dei Contrari. Il palazzo, che si affaccia sulla strada, si trova all'incrocio con via Canonica.